# Medan segern firades – min mammas historia
Medan segern firades – min mammas historia, är en bok om Karin Orback av Jens Orback. Den utgavs på svenska 2007
Den 13 mars 1945 sparkade ryska soldater upp dörren till Karins hem och tog hennes pappa. Karin var 17 år och äldst av nio syskon. Jens Orbacks bok handlar om hans mors flykt från ryssarna och från sitt hem. 
Den börjar i hennes hem i Wittenberg i östra Pommern och beskriver en flykt som skulle leda henne till Sverige. Det är en lång och svår resa.
Boken har översatts bl. a. till polska och tyska .